# Tổng giáo phận San Francisco
Tổng giáo phận Công giáo La Mã San Francisco (tiếng Latin: Archdioecesis Sancti Francisci; tiếng Tây Ban Nha: Archidiócesis de San Francisco) là một lãnh thổ giáo hội hoặc giáo phận của Giáo hội Công giáo ở khu vực phía bắc California của Hoa Kỳ. Nó bao gồm Thành phố và Hạt San Francisco và các Quận Marin và San Mateo. Tổng giáo phận San Francisco đã được dựng lên theo giáo luật vào ngày 29 tháng 7 năm 1853, bởi Giáo hoàng Pius IX và nhà thờ chính tòa là Nhà thờ Thánh Maria Assumption